# Jānis Rozītis
Jānis Rozītis (ur. 20 marca 1913 w Sliwenie, zm. 3 maja 1942 w Rydze) – łotewski piłkarz i hokeista, reprezentant Łotwy w obu tych dyscyplinach, olimpijczyk.

## Piłka nożna

### Kariera klubowa
Grę w piłkę nożną na poziomie seniorskim rozpoczął w 1932 roku w drużynie Rīgas FK, z którą w sezonach 1934 i 1935 zdobył mistrzostwo Łotwy. Od 1934 roku występował jednocześnie w Rīgas FK i SKB VEF Rīga, który był klubem zakładowym jego miejsca pracy - fabryki przyrządów elektronicznych VEF. W jego barwach brał udział w turniejach międzyzakładowych, pełnił również funkcję kapitana zespołu. Od 1937 roku grał wyłącznie w SKB VEF. Pomimo inwazji sowieckiej na Łotwę w 1940 roku oraz późniejszej nazistowskiej okupacji pozostał on czynnym piłkarzem tego klubu.

### Kariera reprezentacyjna
10 czerwca 1934 zadebiutował w reprezentacji Łotwy w przegranym 0:2 towarzyskim meczu przeciwko Litwie. 12 czerwca 1935 zdobył pierwszą bramkę dla drużyny narodowej w spotkaniu z Estonią. W 1937 roku wywalczył Baltic Cup, zdobywając gola w meczu finałowym przeciwko Estonii (2:0). W latach 1934–1939 wystąpił w 26 oficjalnych meczach reprezentacji narodowej i strzelił w sumie 7 bramek.

#### Bramki w reprezentacji
| LP | Data                 | Miejsce                           | Przeciwnik | Bramka | Rezultat | Ranga meczu     |
| -- | -------------------- | --------------------------------- | ---------- | ------ | -------- | --------------- |
| 1. | 12 czerwca 1935      | JKS stadions, Ryga                | Estonia    | 1:0    | 1:1      | Mecz towarzyski |
| 2. | 28 maja 1936         | Kadrioru staadion, Tallinn        | Estonia    | 4:2    | 4:3      | Mecz towarzyski |
| 3. | 6 września 1936      | JKS stadions, Ryga                | Polska     | 2:3    | 3:3      | Mecz towarzyski |
| 4. | 6 września 1936      | JKS stadions, Ryga                | Polska     | 3:3    | 3:3      | Mecz towarzyski |
| 5. | 7 września 1937      | Stadion Państwowy, Kowno          | Estonia    | 1:0    | 2:0      | Baltic Cup 1937 |
| 6. | 19 września 1937     | ASK stadions, Ryga                | Estonia    | 1:0    | 3:1      | Mecz towarzyski |
| 7. | 10 października 1937 | Stadion Pogoni Katowice, Katowice | Polska     | 1:2    | 1:2      | Mecz towarzyski |

### Sukcesy

#### Łotwa
- Baltic Cup: 1937

#### Rīgas FK
- mistrzostwo Łotwy: 1934, 1935

## Hokej na lodzie

### Kariera klubowa
Rozītis rozpoczął grę w hokeja w zespole HK RFK Rīga (1932–1936), gdzie stał się jednym z wiodących napastników. Po rozwiązaniu klubu w 1936 roku występował w drużynach Rīgas US (1936–1937, 1938–1941), z którą zdobył mistrzostwo Łotwy 1936/37 oraz w HK ASK Rīga, z którą w sezonie 1937/38 wywalczył drugie w karierze mistrzostwo.

### Kariera reprezentacyjna
W latach 30. XX wieku występował w reprezentacji Łotwy. W 1936 roku został powołany na IV Zimowe Igrzyska Olimpijskie w Garmisch-Partenkirchen. Na turnieju tym wystąpił w 1 meczu, a Łotwa odpadła z rywalizacji po fazie grupowej, przegrywając wszystkie 3 spotkania.

### Sukcesy
- Złoty medal mistrzostw Łotwy: 1936/37 z Rīgas US
- Złoty medal mistrzostw Łotwy: 1937/38 z HK ASK Rīga

## Okoliczności śmierci
3 maja 1942 wraz z dwoma piłkarzami FK VEF Rīga (SKB VEF) Arnoldsem Boką i Leonīdsem Peičsem zginął w eksplozji bomby podczas uprzątania boiska piłkarskiego z pozostawionej przez Wehrmacht amunicji.